# BAFTA (премия, 1983)
36-я церемония вручения наград премии BAFTA

Лучший фильм: 

Ганди 

Gandhi
Лучший фильм на иностранном языке: 

Христос остановился в Эболи 

Cristo si è fermato a Eboli
< 35-я Церемонии вручения 37-я >
36-я церемония вручения наград премии BAFTA, учреждённой Британской академией кино и телевизионных искусств, за заслуги в области кинематографа за 1982 год состоялась в 1983 году.
На этой церемонии впервые были вручены награды в новых категориях: за лучший грим, лучшие визуальные спецэффекты и лучшую песню к фильму (эта номинация просуществовала всего три года). Кроме того, снова была введена отдельная категория для фильмов на иностранном языке (не на английском).

## Полный список победителей и номинантов
| Победители выделены отдельным цветом. |

### Основные категории
| Категории                                               | Победитель и номинанты                                                                |
| ------------------------------------------------------- | ------------------------------------------------------------------------------------- |
| Лучший фильм                                            | • «Ганди» — Ричард Аттенборо                                                          |
| Лучший фильм                                            | • «Инопланетянин» — Стивен Спилберг, Кэтлин Кеннеди                                   |
| Лучший фильм                                            | • «На золотом озере» — Брюс Гилберт                                                   |
| Лучший фильм                                            | • «Пропавший без вести» — Эдвард Льюис, Милдред Льюис                                 |
| Лучший фильм на иностранном языке                       | • «Христос остановился в Эболи» (режиссёр — Франческо Рози; страна — Италия, Франция) |
| Лучший фильм на иностранном языке                       | • «Дива» (режиссёр — Жан-Жак Бенекс; страна — Франция)                                |
| Лучший фильм на иностранном языке                       | • «Лодка» (режиссёр — Вольфганг Петерсен; страна — ФРГ)                               |
| Лучший фильм на иностранном языке                       | • «Фицкаральдо» (режиссёр — Вернер Херцог; страна — ФРГ, Перу)                        |
| Лучшая режиссёрская работа                              | • Ричард Аттенборо — «Ганди»                                                          |
| Лучшая режиссёрская работа                              | • Стивен Спилберг — «Инопланетянин»                                                   |
| Лучшая режиссёрская работа                              | • Марк Райделл — «На золотом озере»                                                   |
| Лучшая режиссёрская работа                              | • Коста-Гаврас — «Пропавший без вести»                                                |
| Лучшая мужская роль                                     | • Бен Кингсли — «Ганди»                                                               |
| Лучшая мужская роль                                     | • Уоррен Битти — «Красные»                                                            |
| Лучшая мужская роль                                     | • Генри Фонда — «На золотом озере»                                                    |
| Лучшая мужская роль                                     | • Джек Леммон — «Пропавший без вести»                                                 |
| Лучшая мужская роль                                     | • Альберт Финни — «Как аукнется, так и откликнется»                                   |
| Лучшая женская роль                                     | • Кэтрин Хепбёрн — «На золотом озере»                                                 |
| Лучшая женская роль                                     | • Дайан Китон — «Красные»                                                             |
| Лучшая женская роль                                     | • Дженнифер Кендал — «Переулок Чауринги, 36»                                          |
| Лучшая женская роль                                     | • Сисси Спейсек — «Пропавший без вести»                                               |
| Лучшая мужская роль второго плана                       | • Джек Николсон — «Красные»                                                           |
| Лучшая мужская роль второго плана                       | • Фрэнк Финлей — «Возвращение солдата»                                                |
| Лучшая мужская роль второго плана                       | • Рошан Сет — «Ганди»                                                                 |
| Лучшая мужская роль второго плана                       | • Эдвард Фокс — «Ганди»                                                               |
| Лучшая женская роль второго плана                       | • Морин Стэплтон — «Красные»                                                          |
| Лучшая женская роль второго плана                       | • Рохини Хаттангди — «Ганди»                                                          |
| Лучшая женская роль второго плана                       | • Кэндис Берген — «Ганди»                                                             |
| Лучшая женская роль второго плана                       | • Джейн Фонда — «На золотом озере»                                                    |
| Самый многообещающий дебютант, исполнивший главную роль | • Бен Кингсли — «Ганди»                                                               |
| Самый многообещающий дебютант, исполнивший главную роль | • Дрю Бэрримор — «Инопланетянин»                                                      |
| Самый многообещающий дебютант, исполнивший главную роль | • Кэтлин Тёрнер — «Жар тела»                                                          |
| Самый многообещающий дебютант, исполнивший главную роль | • Генри Томас — «Инопланетянин»                                                       |
| Лучший сценарий                                         | • «Пропавший без вести» — Коста-Гаврас, Дональд Стюарт                                |
| Лучший сценарий                                         | • «Ганди» — Джон Брайли                                                               |
| Лучший сценарий                                         | • «Инопланетянин» — Мелисса Мэтисон                                                   |
| Лучший сценарий                                         | • «На золотом озере» — Эрнест Томпсон                                                 |

### Другие категории
| Категории                                                          | Победитель и номинанты                                                         |
| ------------------------------------------------------------------ | ------------------------------------------------------------------------------ |
| Лучшая музыка к фильму                                             | • «Инопланетянин» — Джон Уильямс                                               |
| Лучшая музыка к фильму                                             | • «Бегущий по лезвию» — Вангелис                                               |
| Лучшая музыка к фильму                                             | • «Ганди» — Рави Шанкар, Джордж Фентон                                         |
| Лучшая музыка к фильму                                             | • «Пропавший без вести» — Вангелис                                             |
| Лучшая песня к фильму                                              | • Another Brick in the Wall («Стена») — Роджер Уотерс                          |
| Лучшая песня к фильму                                              | • Eye of the Tiger («Рокки 3») — Фрэнки Салливан, Джим Петерик                 |
| Лучшая песня к фильму                                              | • One More Hour («Рэгтайм») — Рэнди Ньюман                                     |
| Лучшая песня к фильму                                              | • Tomorrow («Энни») — Чарльз Страуз, Мартин Чарнин                             |
| Лучшая операторская работа                                         | • «Бегущий по лезвию» — Джордан Кроненвет                                      |
| Лучшая операторская работа                                         | • «Ганди» — Билли Уильямс, Ронни Тейлор                                        |
| Лучшая операторская работа                                         | • «Инопланетянин» — Аллен Давио                                                |
| Лучшая операторская работа                                         | • «Красные» — Витторио Стораро                                                 |
| Лучшие визуальные эффекты                                          | • «Полтергейст» — Ричард Эдланд                                                |
| Лучшие визуальные эффекты                                          | • «Бегущий по лезвию» — Дуглас Трамбалл, Ричард Яричич, Дэвид Драйер           |
| Лучшие визуальные эффекты                                          | • «Инопланетянин» — Деннис Мьюрен, Карло Рамбальди                             |
| Лучшие визуальные эффекты                                          | • «Трон» — Ричард Тэйлор, Харрисон Элленшоу                                    |
| Лучший грим                                                        | • «Борьба за огонь» — Сара Монзани, Кристофер Таккер, Мишель Бёрк              |
| Лучший грим                                                        | • «Бегущий по лезвию» — Марвин Уэстмор                                         |
| Лучший грим                                                        | • «Ганди» — Том Смит                                                           |
| Лучший грим                                                        | • «Инопланетянин» — Роберт Сайделл                                             |
| Лучший дизайн костюмов                                             | • «Бегущий по лезвию» — Майкл Каплан, Чарльз Ноуд                              |
| Лучший дизайн костюмов                                             | • «Ганди» — Бхану Атайя, Джон Молло                                            |
| Лучший дизайн костюмов                                             | • «Красные» — Ширли Энн Расселл                                                |
| Лучший дизайн костюмов                                             | • «Контракт рисовальщика» — Сью Блэйн                                          |
| Лучшая работа художника-постановщика                               | • «Бегущий по лезвию» — Лоуренс Дж. Полл                                       |
| Лучшая работа художника-постановщика                               | • «Ганди» — Стюарт Крэйг                                                       |
| Лучшая работа художника-постановщика                               | • «Красные» — Ричард Силверт                                                   |
| Лучшая работа художника-постановщика                               | • «Инопланетянин» — Джеймс Д. Бисселл                                          |
| Лучший монтаж                                                      | • «Пропавший без вести» — Франсуа Бонно                                        |
| Лучший монтаж                                                      | • «Бегущий по лезвию» — Терри Роулингс                                         |
| Лучший монтаж                                                      | • «Ганди» — Джон Блум                                                          |
| Лучший монтаж                                                      | • «Инопланетянин» — Кэрол Литтлтон                                             |
| Лучший звук                                                        | • «Стена» — Джеймс Гутри, Эдди Джозеф, Николас Ле Мессюрье и другие…           |
| Лучший звук                                                        | • «Бегущий по лезвию» — Питер Пеннелл, Грэм Хартстоун и другие…                |
| Лучший звук                                                        | • «Ганди» — Джонатан Бэйтс, Саймон Кэй и другие…                               |
| Лучший звук                                                        | • «Инопланетянин» — Чарльз Л. Кэмпбелл, Роберт Гласс, Роберт Кнудсон и другие… |
| Лучший анимационный короткометражный фильм                         | • Dreamland Express — Дэвид Андерсон                                           |
| Лучший анимационный короткометражный фильм                         | • Some of your bits ain’t nice — Ричард Тэйлор                                 |
| Лучший анимационный короткометражный фильм                         | • Sound Collector — Линн Смит                                                  |
| Лучший короткометражный фильм                                      | • The Privilege — Иэн Нокс                                                     |
| Лучший короткометражный фильм                                      | • Rating Notman — Карло Геблер                                                 |
| Лучший короткометражный фильм                                      | • The Rocking Horse Winner — Роберт Бирман                                     |
| Лучший короткометражный фильм                                      | • A Shocking Accident — Джеймс Скотт                                           |
| Flaherty Documentary Award                                         | • Burden of Dreams — Лес Бланк                                                 |
| Flaherty Documentary Award                                         | • The Atomic Café — Джейн Лоудер, Кевин Рафферти, Пирс Рафферти                |
| Flaherty Documentary Award                                         | • Not a Love Story — Бонни Шерр Клайн                                          |
| Flaherty Documentary Award                                         | • The Weavers: Wasn’t That a Time! — Джим Браун                                |
| Michael Balcon Award за вклад в развитие британского кинематографа | • Артур Вустер — кинооператор, ассистент режиссёра                             |
| Academy Fellowship Award                                           | • Ричард Аттенборо — актёр, кинорежиссёр, продюсер                             |